# Мохнатин
Мохна́тин — село в Україні, у Новобілоуській сільській громаді Чернігівського району Чернігівської області. До 2018 орган місцевого самоврядування — Мохнатинська сільська рада.
Населення становить 536 осіб.
З 1979 року біля села діє Мохнатинський гідрологічний заказник — болотний масив, розташований біля сіл Довжик і Мохнатий, площа 136 га.

## Історія

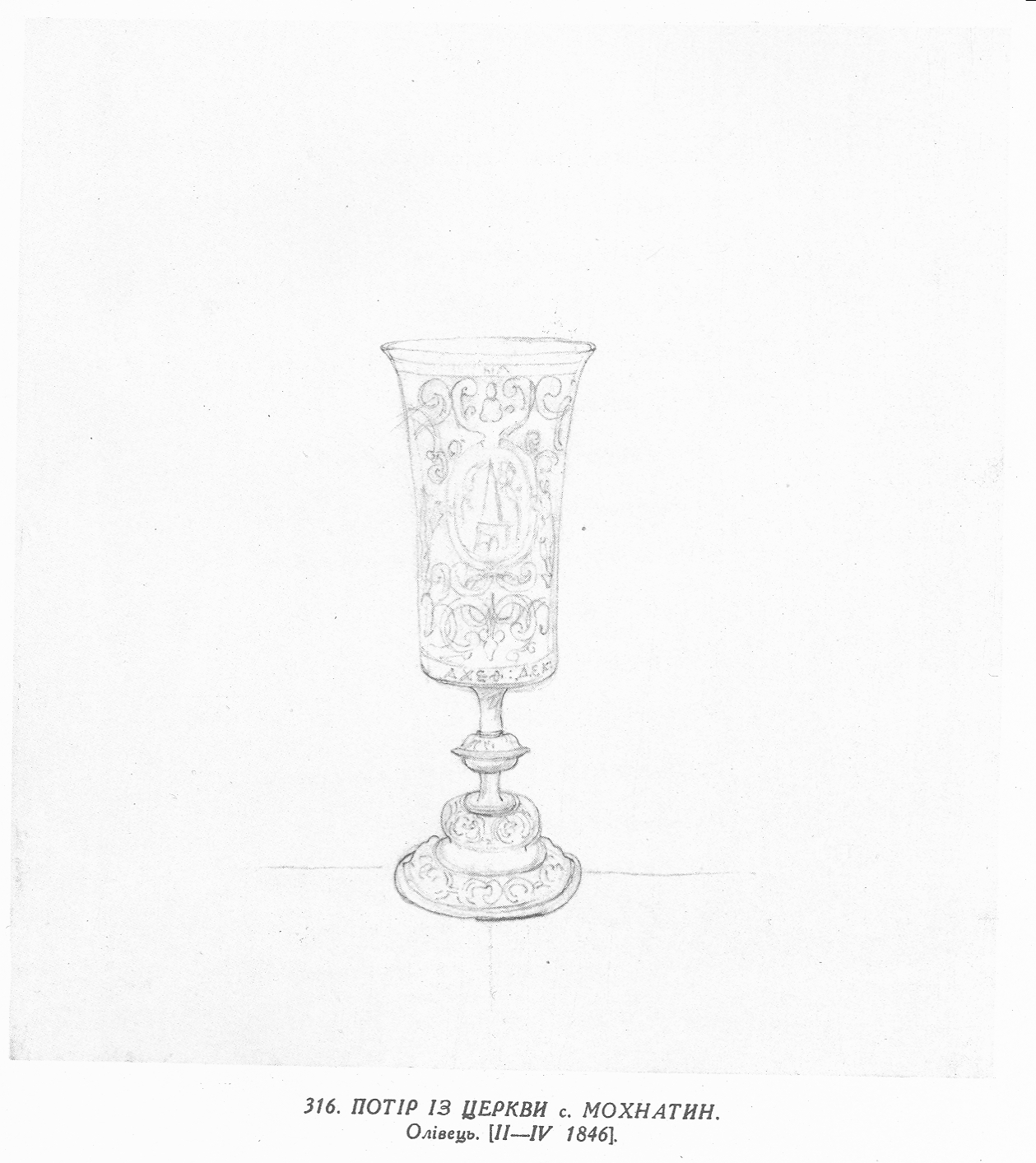
Рисунок Т. Г. Шевченка. Потір із церкви с. Мохнатин, 1846

Перша писемна згадка про Мохнатин належить до 1660 року. Біля села виявлено поселення та курганний могильник часів Київської Русі..
Село входило у Білоуську сотню Чернігівського полку Гетьманщини з 1663 року.
У 1692 році, коштом Івана Мазепи, у Церкві в селі Мохнатин створено іконостас із гербом Мазепи.
За даними на 1859 рік у казенному, козацькому й власницькому селі Чернігівського повіту Чернігівської губернії мешкало 769 осіб (392 чоловічої статі та 377 — жіночої), налічувалось 155 дворових господарств, існувала православна церква.
Станом на 1886 у колишньому державному й власницькому селі Довжицької волості мешкало 821 особа налічувалось 161 дворове господарство, існували православна церква, постоялий будинок, 3 вітряних млини.
За переписом 1897 року кількість мешканців зросла до 1146 осіб (609 чоловічої статі та 537 — жіночої), з яких 1043 — православної віри.
У 2010 році село було газифіковане.
12 червня 2020 року, відповідно до розпорядження Кабінету Міністрів України № 730-р від «Про визначення адміністративних центрів та затвердження територій територіальних громад Чернігівської області», село увійшло до складу Новобілоуської сільської громади.
19 липня 2020 року, в результаті адміністративно-територіальної реформи та ліквідації колишнього Чернігівського району, село увійшло до складу новоутвореного Чернігівського району.

### Війна 2022 року
Під час війни російські окупанти розстріляли трьох хлопців із села. Випадок отримав значний розголос в Україні. Це сталося 14 березня 2022 року, коли хлопці йшли по вулиці. 18-річному Валентину Якимчуку відірвало ногу і знесло півголови, Євген Самодій помер на місці. Його брат-близнюк 17-річний Богдан Самодій помер дорогою до чернігівської лікарні. 

## Уродженці села
- Ірина Варвинець — українська біатлоністка, триразова призерка чемпіонатів світу серед юніорів, чемпіонка Європи серед юніорів, чемпіонка та призерка чемпіонатів Європи, дворазова призерка зимової Універсіади, учасниця та призерка етапів Кубка світу з біатлону.

## Світлини

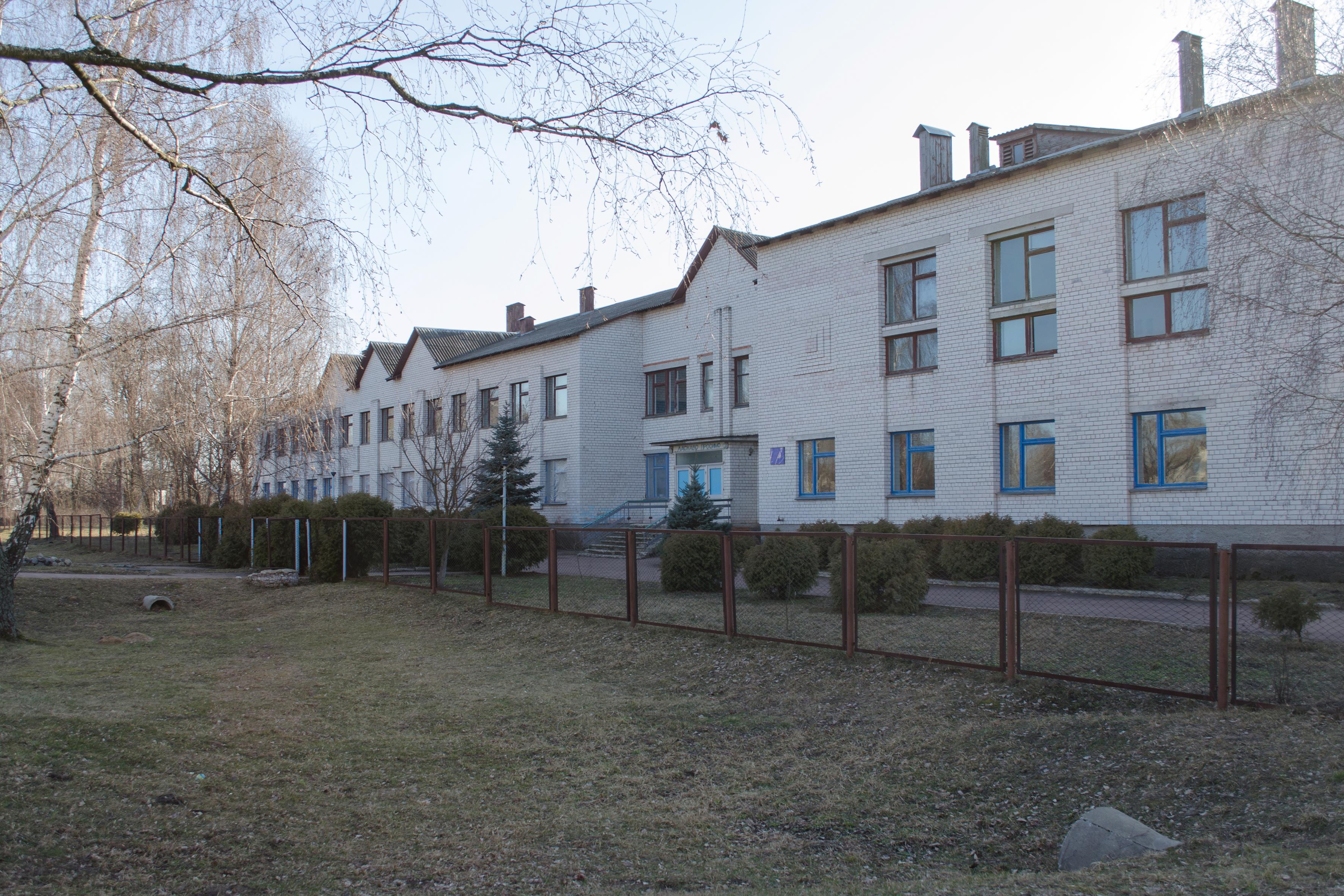
Школа
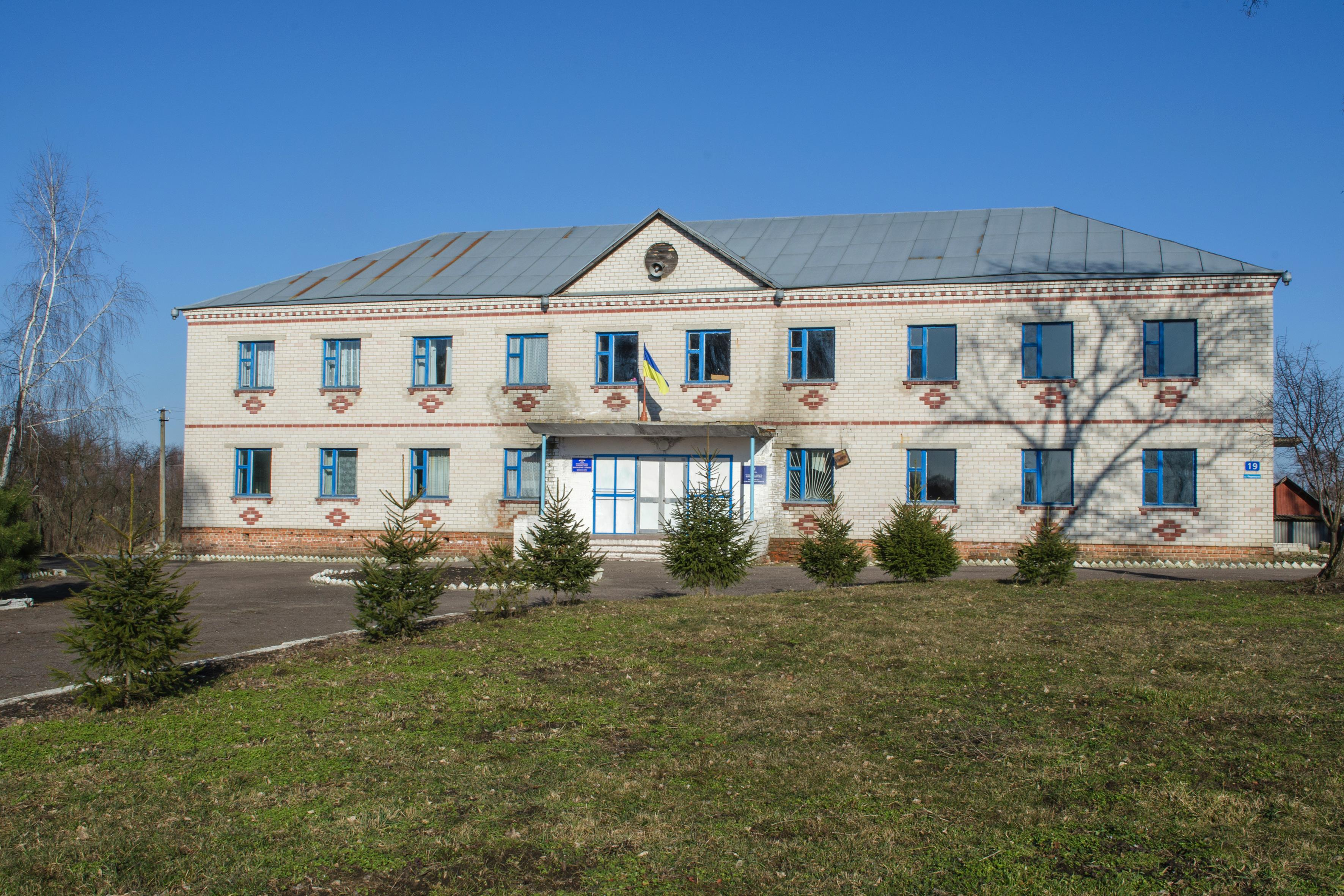
Сільрада
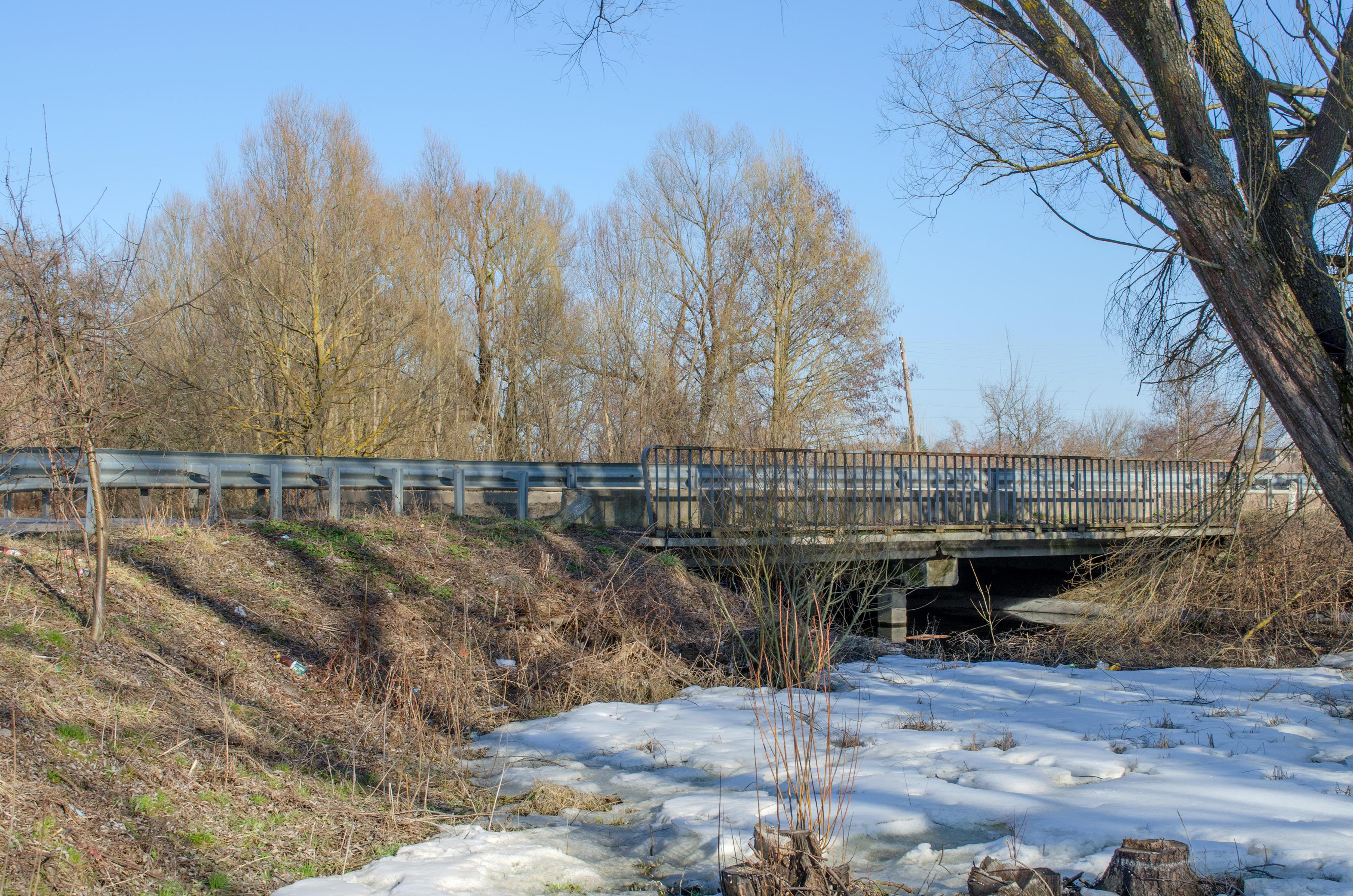
Міст
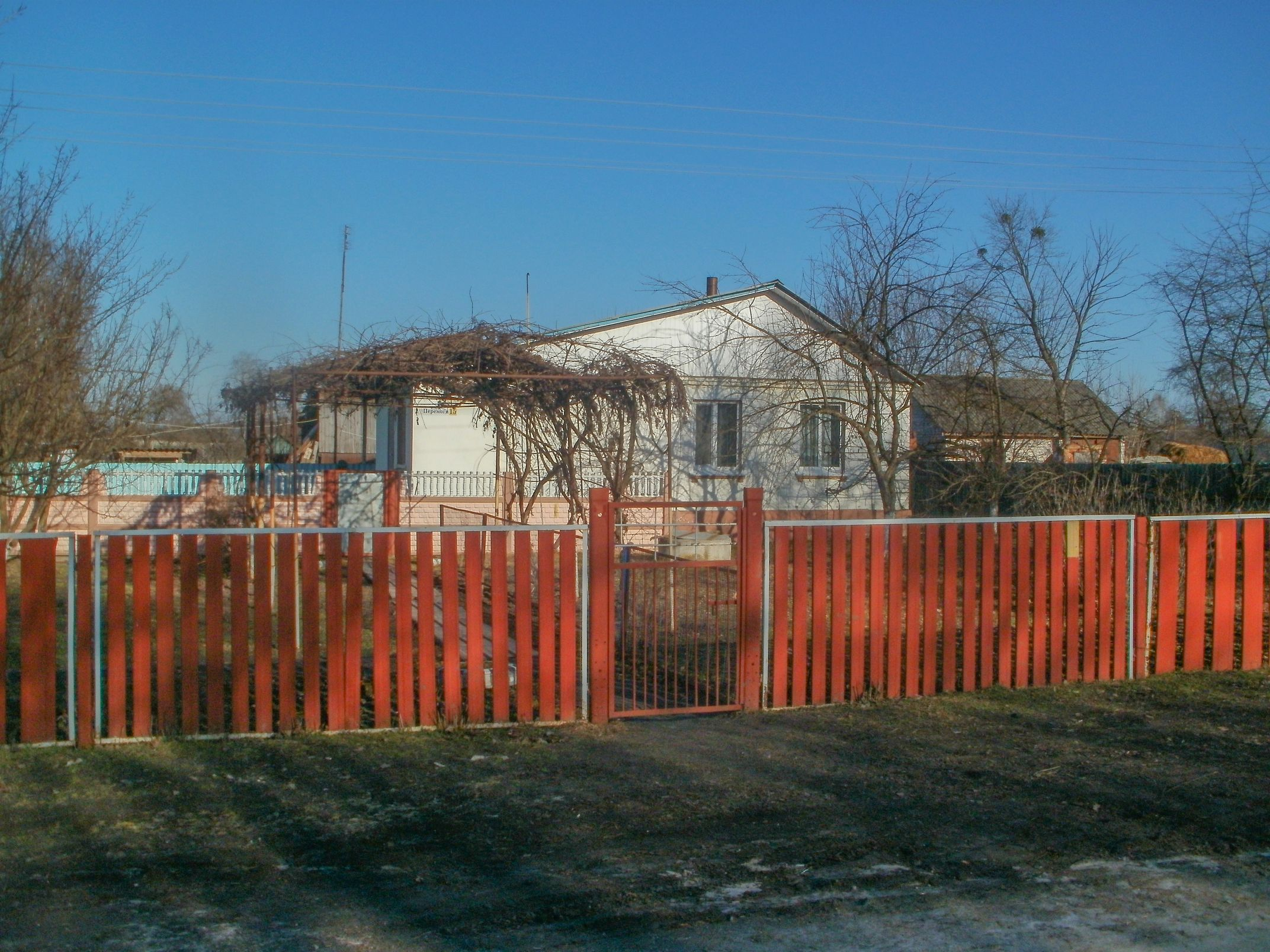
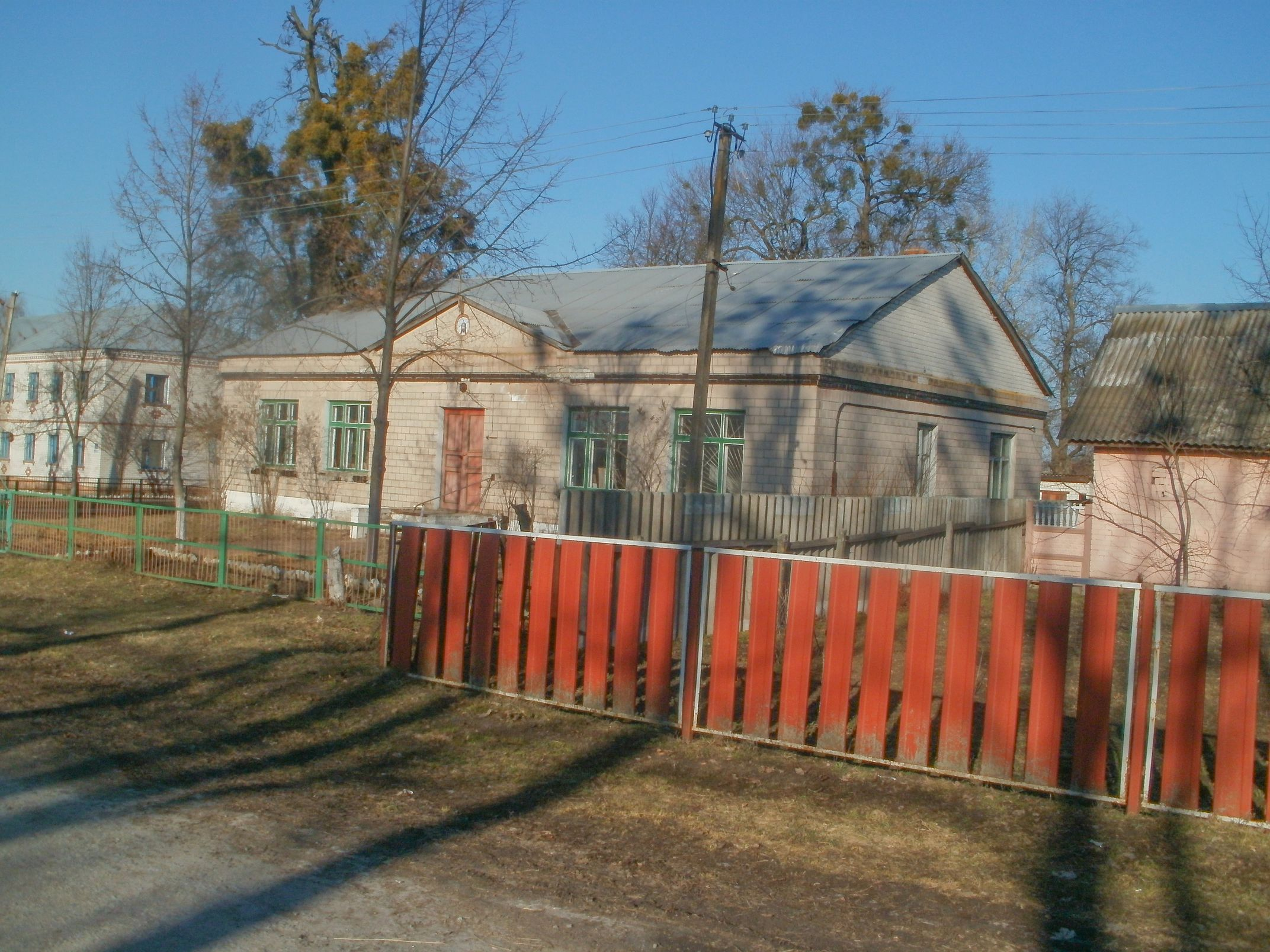
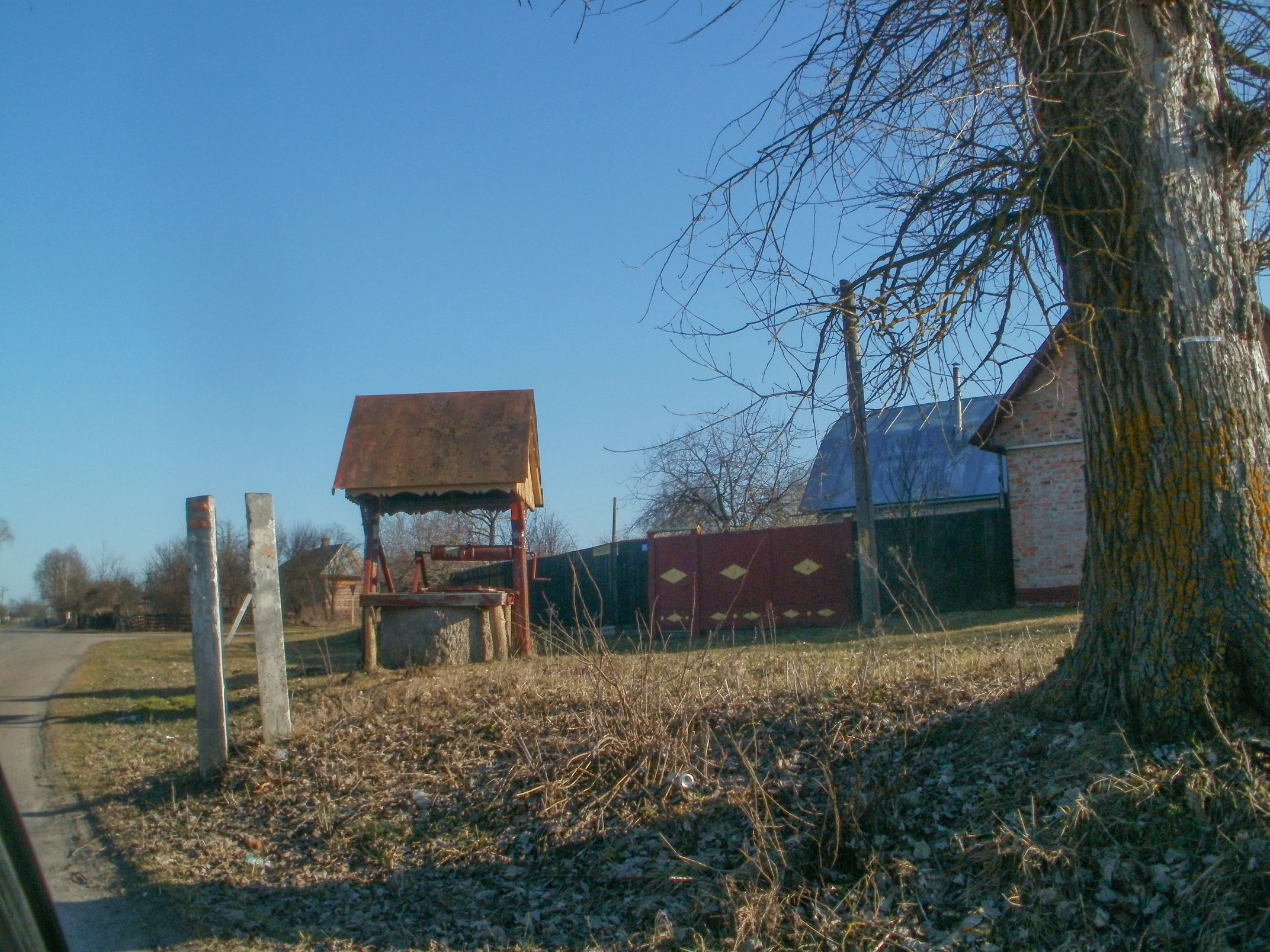
криниця
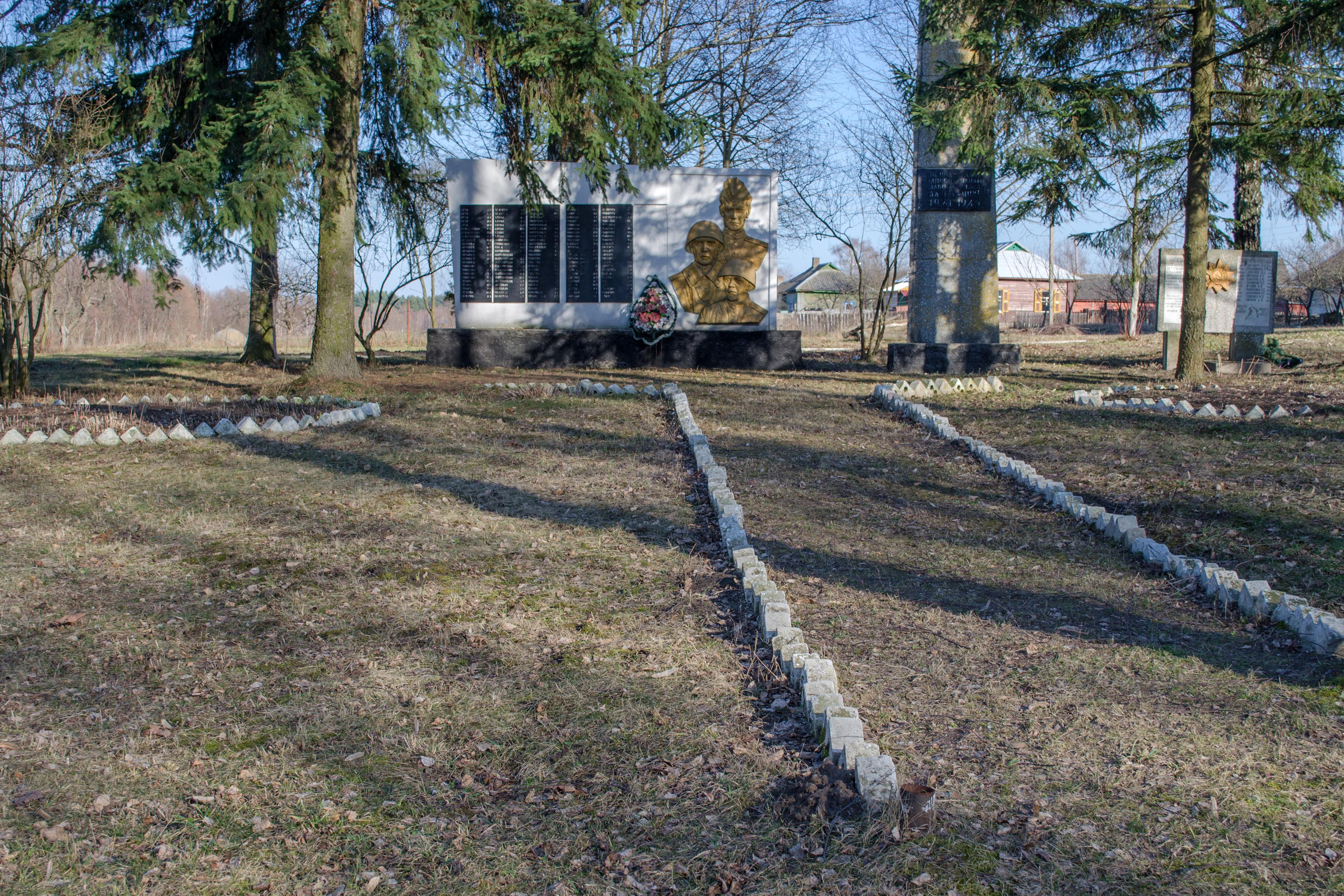
Пам'ятний знак
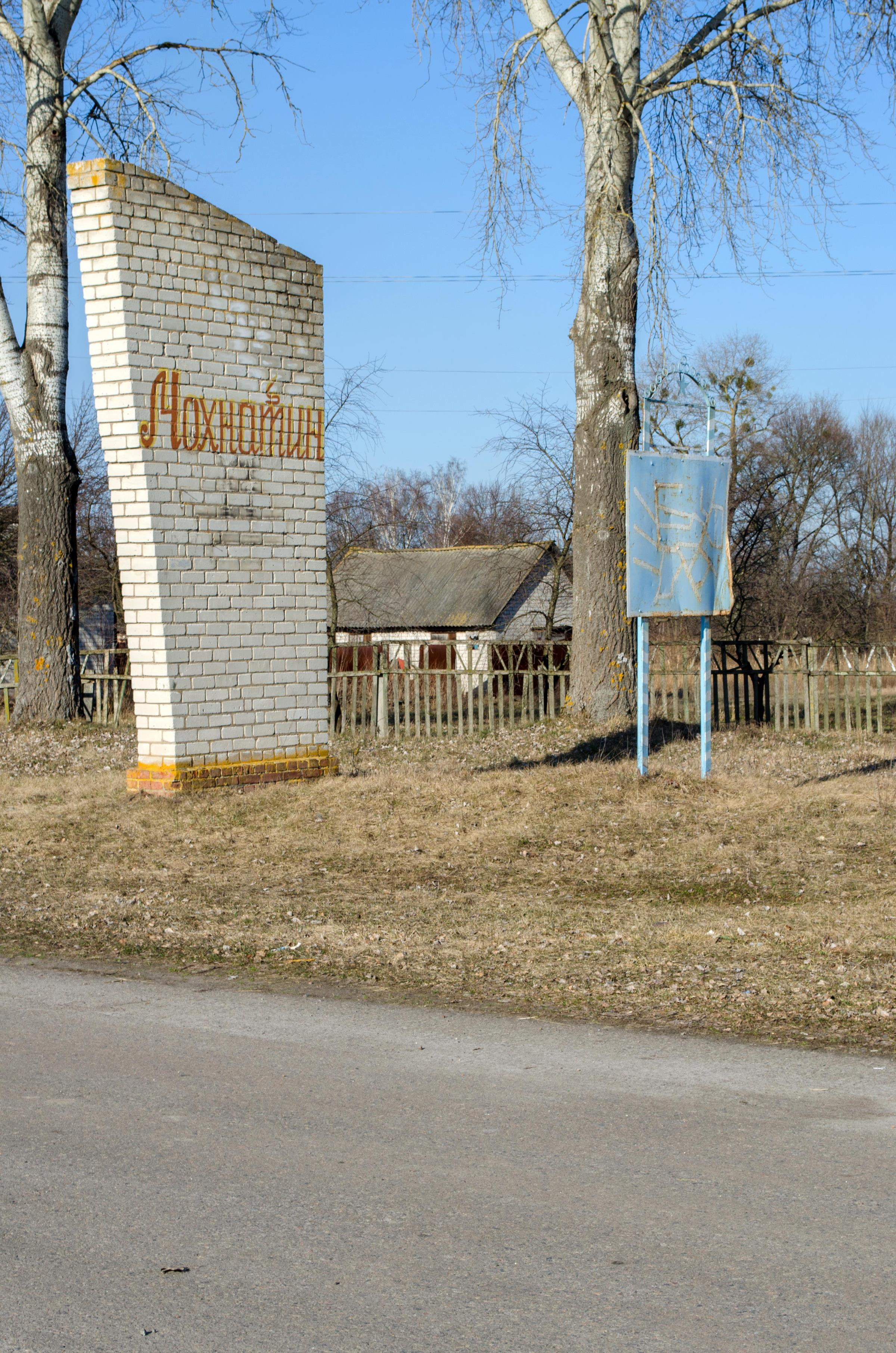